# Oberweis Dairy
A Oberweis Dairy, sediada em North Aurora, Illinois, é a empresa controladora de várias operações de restaurantes de fast food e relacionadas a laticínios na Região Centro-Oeste dos Estados Unidos. Seus negócios incluem um serviço de entrega em domicílio disponível em partes de Illinois, Indiana, Missouri, Michigan, Carolina do Norte, Texas e Wisconsin, que entrega produtos lácteos tradicionais, incluindo leite, sorvete, queijo e iogurte, bem como bacon e produtos sazonais.
Os negócios também incluem uma cadeia de “Lojas de Laticínios e Sorvetes” de propriedade da empresa, na Região Metropolitana de Chicago, que vendem muitos dos mesmos produtos que o serviço de entrega em domicílio, um serviço de distribuição que permite que alguns de seus produtos (como o leite) estejam disponíveis em supermercados regionais, e também inclui um serviço de franquia, que expandiu as “Lojas de Laticínios e Sorvetes” para Wisconsin, Indiana, Missouri e Michigan depois de 2004.
Em 2012, Oberweis também iniciou uma nova franquia de restaurantes de hambúrguer de alta qualidade e fast food chamada “That Burger Joint”.

## História
Em 1915, Peter J. Oberweis começou a vender seu excesso de leite para os vizinhos do Condado de Kane, Illinois; o negócio passou a funcionar em tempo integral em 1927. De acordo com o site da Dairy, a fazenda da família ficava na Molitor Road, em Aurora, Illinois. A família usava um cavalo e uma boia leiteira para entregar leite aos vizinhos, começando em 1927, depois que Peter J. Oberweis investiu em metade dos negócios da Big Woods Dairy.
Durante a Grande Depressão, o filho de Peter, Joe, abandonou o ensino médio para ajudar a administrar a empresa. A empresa continuou na família, com Joe administrando os negócios até a década de 1950.
Jim Oberweis comprou a empresa de seu irmão em 1986 e nomeou seu filho, Joe, CEO em 2007. Em outubro de 2022, a Oberweis Dairy comprou leite de cooperativas em vez de comprar diretamente de clientes de fazendas familiares.
Em abril de 2024, a Oberweis Dairy entrou com pedido de falência de acordo com o Capítulo 11. Em maio de 2024, a Hoffmann Family of Companies, uma empresa de capital privado com sede em Winnetka, Illinois, venceu uma licitação para comprar a Oberweis Dairy fora da falência. Os novos proprietários têm planos de manter a empresa em operação, além de potencialmente expandir a marca. Em junho de 2024, a Osprey Capital LLC, o braço de investimentos da Hoffmann Family of Companies, adquiriu oficialmente a Oberweis Dairy.